# Idaea percurrens
Idaea percurrens là một loài bướm đêm trong họ Geometridae.